# فيلي سميث
فيلي سميث (بالإنجليزية: Willie Smith)‏ (6 ديسمبر 1943 بغلاسكو في المملكة المتحدة - ) هو لاعب كرة قدم بريطاني في مركز مهاجم داخلي. لعب مع نادي برينتفورد ونادي سلتيك وهاستينغز يونايتد.